# Síndrome de Noé
El síndrome de Noé—o acaparamiento de animales— es un trastorno mental que se define por dos características: 
- mantener un número mayor de lo habitual de animales como mascotas sin la capacidad de albergarlos o cuidarlos adecuadamente; y
- no reconocer esta incapacidad.

Este acaparamiento compulsivo puede caracterizarse mejor como un síntoma de un trastorno mental que como una forma de crueldad deliberada hacia los animales. Los acaparadores están profundamente apegados a sus mascotas y les resulta extremadamente difícil desprenderse de ellas, creen que les brindan la atención adecuada y no pueden comprender que las están perjudicando.

## Características
Una persona con síndrome de Noé mantiene un número no razonable de mascotas y no las cuida adecuadamente. Se distingue de un criador de animales, que puede mantener numerosos animales por su oficio, aunque algunos acaparadores son excriadores, mientras que otros afirman ser criadores como mecanismo de defensa psicológica o para tratar de evitar inspecciones.
Gary Patronek, director del Centro para Animales y Políticas Públicas de la Universidad de Tufts, define el acaparamiento como el "comportamiento humano patológico que implica una necesidad compulsiva de mantener mascotas, junto con una falta de reconocimiento de su sufrimiento".
Según un estudio, la característica distintiva es que un acaparador "no proporciona a los animales alimentos, agua, saneamiento y atención veterinaria adecuados, y[...] niega esta incapacidad de brindarles la atención adecuada".
Junto con otras conductas de acaparamiento compulsivo, se vincula en el DSM-IV con el trastorno obsesivo-compulsivo y el trastorno obsesivo-compulsivo de la personalidad. El DSM-5 incluye un diagnóstico síndrome de Noé.
Aparte, el acaparamiento de animales podría estar relacionado con la adicción, la demencia o incluso el delirio focal.
El número de animales involucrados no es por sí solo un factor determinante para identificar el acaparamiento. Más bien, el problema es la incapacidad del propietario para cuidar a los animales y la negativa del propietario a reconocer que tanto los animales como el domicilio se están deteriorando.
El Hoarding of Animals Research Consortium —Consorcio de Investigación sobre el Acaparamiento de Animales— estadounidense identifica las siguientes características como comunes a todos los acaparadores: 
- Acumulación de numerosos animales, que ha superado la capacidad de esa persona para proporcionar incluso niveles mínimos de nutrición, saneamiento y atención veterinaria;
- Falta de reconocimiento del deterioro de las condiciones de los animales —incluidas enfermedades, hambre e incluso muerte— y del entorno doméstico —grave hacinamiento, condiciones insalubres—; y-
- No reconocer el efecto negativo de la recogida en la propia salud y bienestar, y en el de otros miembros del hogar.[7]

## Riesgos
Los problemas de salud por acaparamiento de animales abarcan tanto la salud individual como pública. Es la causa de muchos riesgos graves que amenazan a los animales acaparados, a las personas que conviven en el domicilio y a los vecinos.

### Efectos sobre la salud en humanos
El acaparamiento de animales causa muchos problemas de salud a las personas involucradas. Los acaparadores no corrigen el deterioro de las condiciones sanitarias de sus domicilios, lo que genera varios riesgos para la salud propia, de familiares y vecinos. Esto incluye riesgo de incendio, enfermedades zoonóticas, envenenamiento y abandono de uno mismo y de las personas a su cargo.
Además de los fuertes olores que pueden suponer una molestia para los vecinos, los desechos animales plantean graves riesgos para la salud tanto por la propagación de parásitos como por la presencia de niveles nocivos de amoníaco.

#### Enfermedades zoonóticas
El mayor problema de salud humana causado por el acaparamiento de animales es el riesgo de enfermedades zoonóticas. Definidas como "enfermedades humanas adquiridas o transmitidas por cualquier otro animal vertebrado",las enfermedades zoonóticas pueden ser letales, y en cualquier caso constituyen un grave problema de salud pública. Ejemplos de enfermedades zoonóticas bien conocidas incluyen la peste bubónica, la igripe y la rabia. Los animales domésticos constituyen una gran parte de los portadores de zoonosis y, como resultado, los humanos involucrados en situaciones de acaparamiento corren un riesgo particular de contraer enfermedades. Las zoonosis que pueden ser adquiridas incluyen rabia, salmonelosis, fiebre por arañazo de gato, anquilostomiasis o tiña.  Una zoonosis de especial preocupación es la toxoplasmosis, que puede transmitirse a los humanos a través de las heces de gatos portadores o carne mal preparada, y se sabe que causa graves defectos de nacimiento o muerte fetal en el caso de mujeres embarazadas infectadas. El riesgo de enfermedades zoonóticas se ve amplificado por la posibilidad de epidemias comunitarias.

#### Autodescuido y abuso de niños y ancianos
Los problemas de autoabandono y abuso de ancianos y niños también son problemas asociados con el acaparamiento de animales. El abandono de uno mismo puede definirse como "la incapacidad de proporcionarse a sí mismo los bienes o servicios necesarios para satisfacer las necesidades básicas" y se ha demostrado que es un "factor de riesgo de muerte".  Si bien el abandono personal es una condición generalmente asociada con las personas mayores, los acaparadores de animales de cualquier edad pueden experimentarla.  El abuso de niños y ancianos surge cuando los dependientes viven con el acaparador. Según un estudio, en más de la mitad de los casos las personas dependientes vivían con acaparadores. Al igual que sucede con sus animales, el acaparador a menudo no proporciona el cuidado adecuado a sus dependientes, tanto jóvenes como mayores, que sufren de falta de cuidados básicos y problemas de salud causados por condiciones insalubres.

## Problemas de salud mental
La evidencia sugiere que existe un fuerte componente de salud mental , aunque no se ha relacionado específicamente  con ningún trastorno psicológico concreto.  Los modelos que se han proyectado para explicar el acaparamiento de animales incluyen el trastorno delirante, el trastorno de apego, el trastorno obsesivo-compulsivo, la zoofilia, la demencia y la adicción.  Sin embargo, aún no hay suficiente evidencia directa para la mayoría.

### Trastorno delirante
Los acaparadores de animales muestran síntomas de trastorno delirante porque tienen un "sistema de creencias fuera de contacto con la realidad". Prácticamente ninguno tiene idea cabal del grado de deterioro de sus viviendas y de la salud de sus animales, y se niegan a reconocer que algo anda mal. Además, los acaparadores pueden creer que tienen "una habilidad especial para comunicarse y/o empatizar con los animales", rechazando cualquier oferta de ayuda. El trastorno delirante es un modelo eficaz porque ofrece una explicación de la aparente ceguera de los acaparadores ante la realidad de su situación.

### Trastorno de apego
Otro modelo que se ha sugerido para explicar el acaparamiento de animales es el trastorno de apego, que es causado principalmente por malas relaciones entre padres e hijos durante la infancia. Se caracteriza por la incapacidad de formar relaciones cercanas con otros humanos]en la edad adulta. Como resultado, las personas con trastorno de apego pueden recurrir a los animales en busca de compañía. Las entrevistas con acaparadores de animales han revelado que a menudo han experimentado traumas domésticos en la infancia.

### Trastorno obsesivo-compulsivo
Quizás el modelo psicológico más sólido propuesto para explicar el acaparamiento de animales sea el trastorno obsesivo-compulsivo (TOC). El excesivo sentido de responsabilidad por algo es característico de las personas con TOC, pero toman medidas poco realistas para cumplir con su supuesto deber. Los acaparadores de animales a menudo sienten una gran responsabilidad por cuidar y proteger a los animales, pero su determinación —la de adquirir tantos animales como sea posible— no es realista.  Además, el acaparamiento de objetos, practicado también por la mayoría de los acaparadores de animales, es un hecho bastante común en personas con TOC. Estas conexiones entre el acaparamiento de animales y el trastorno obsesivo-compulsivo sugieren que el TOC puede ser un modelo útil para explicar el comportamiento de acaparamiento de animales. Sin embargo, esta teoría ha sido refutada por algunos científicos como el Dr. Akimitsu Yokoyama, quien teoriza que el acaparamiento de animales podría explicarse mediante el síndrome de Asperger.